# Oscillococcinum

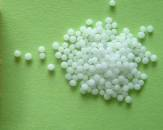
Una dosi (un gram) d'Oscillococcinum

Oscillococcinum (o oscillo) és un preparat homeopàtic comercialitzat com a alleujant dels símptomes gripals. És un preparat molt popular, sobretot a França. L'Oscillococcinum està fabricat per una empresa francesa, Boiron, que n'és l'únic fabricant. Hi ha, però, altres fabricants que fan preparats similars. L'Oscillococcinum s'utilitza en més de 50 països. A França ha estat en producció des de fa més de 65 anys.
El preparat es fa a partir de fetge i cor d'ànec, diluït a 200C —és a dir, una proporció d'una part de vísceres d'ànec per cada 10400 parts d'aigua. Es tracta d'una dilució tan alta que és extremadament improbable que el producte final contingui ni una sola molècula del fetge d'ànec inicial. Els homeòpates afirmen que les molècules deixen una "empremta" a la dilució que produeix un efecte curatiu en el cos. No hi ha cap prova que doni suport a aquest mecanisme ni que demostri l'eficàcia de l'Oscillococcinum més enllà del placebo.

## Origen i història
La paraula Oscillococcinum va ser encunyada el 1925 pel metge francès Joseph Roy (1891-1978), que va fer el servei militar durant l'epidèmia de grip espanyola de 1917. Roy va escriure que durant l'examen de la sang de les víctimes de la grip havia observat el que creia que fos un bacteri oscil·lant, que va anomenar Oscillococcus. Roy va afirmar que l'havia detectat a la sang de pacients que tenien diverses malalties virals com l'herpes simple, la varicel·la i l'herpes zòster. Va creure que aquest bacteri era l'agent causant de malalties tan variades com l'èczema, el reumatisme, la tuberculosi, el xarampió i el càncer. Es va comprovar ràpidament que la inexperiència de Roy amb l'equip científic bàsic de l'època el va fer confondre les bombolles en les mostres i els cultius amb el seu imaginari oscillococcinum.
Creient que l'havia detectat en la sang de pacients amb càncer, Roy va optar per una teràpia amb vacunes, que no va tenir èxit. Des de llavors, la ciència mèdica ha desmentit la teoria de Roy: el reumatisme, per exemple, no és causat per bacteris, i el xarampió és causat per un virus massa petit perquè Roy l'hagués pogut observar al microscopi òptic.
El bacteri oscillococcus mai s'ha observat de forma independent.
Joseph Roy va buscar el "bacteri" en diversos animals fins que va creure que l'havia trobat al fetge de l'ànec de Long Island. El preparat modern es fa a partir del cor i el fetge d'ànec mut.
A França, la venda de tots els productes fabricats d'acord amb el principi de dilució de Korsàkov estava prohibida fins al 1992, amb l'excepció de l'Oscillo gràcies a una mesura especial feta per a ell. A partir del 2000, l'Oscillococcinum va ser un dels deu medicaments més venuts a França, va ser àmpliament anunciat als mitjans de comunicació, i se'l prescrivia tant per la grip com pel refredat. A partir de 2008 se'n venen 15.000.000 dòlars a l'any als Estats Units, i també es ven àmpliament a Europa.

## Preparació
Els ingredients d'un tub d'un gram d'oscillococcinum s'enumeren com:
- Ingredient actiu: Anas Barbariae Hepatis et Cordis Extractum (extracte de fetge i cor d'ànec mut) 200CK HPUS 1 × 10-400 g[12]
- Ingredient inactiu: 0,85 g de sacarosa, 0,15 g de lactosa (100% sucre)[13]

El valor 200CK indica que la preparació consisteix en una sèrie de 200 dilucions de la substància de partida, un extracte del cor i el fetge d'ànec mut. Cada pas consisteix en una dilució 1:100, on la primera mescla conté un 1% de l'extracte original, la segona conté un 1% de la primera mescla, etc. La K indica que es prepara segons el mètode de Korsàkov, mitjançant el qual en comptes de mesurar i diluir un 1% de la preparació en cada etapa, el que es fa és buidar, reomplir d'aigua i agitar vigorosament diverses vegades el mateix recipient, i s'assumeix que un 1% roman cada vegada al recipient. La dilució 200C és tan extrema que la pastilla final no conté cap dels materials originals. Per tal de tenir una probabilitat raonable d'obtenir una molècula de l'extracte original, el pacient hauria de consumir una quantitat de la solució igual a aproximadament 10321 vegades el nombre d'àtoms de l'univers observable.
En general, es considera que l'oscillococcinum és inofensiu. Quan es va preguntar a la portaveu de Boiron, Gina Casey, si un producte fet amb el cor i el fetge d'ànec era segur, ella va respondre: "Per descomptat que és segur. No hi ha res en ell". Tanmateix, com tots els productes homeopàtics, pot provocar danys greus de manera indirecta si el seu consum fa que el malalt deixi de buscar l'atenció mèdica que necessita.

## Eficàcia
No hi ha cap prova científica que l'oscillococcinum tingui cap efecte més enllà del placebo. No hi ha presència de cap dels seus ingredients actius en una dosi del producte final, ni per començar tampoc existeix cap prova creïble que el fetge d'ànec sigui eficaç en l'alleujament dels símptomes de la grip. Els homeòpates afirmen que les molècules diluïdes deixen una "empremta" al remei, però no hi ha cap mecanisme conegut de com això podria passar. Es considera que l'homeopatia en el seu conjunt és una pseudociència.
Ja que s'utilitza per alleugerir els símptomes de la grip, una malaltia que desapareix per si sola en un nombre variable de dies, el millor que podria fer és escurçar la durada dels símptomes. Si hom pren qualsevol medicament i la seva grip desapareix, llavors és fàcil atribuir-ho a la medicació; tanmateix, la infecció s'hauria resolt de totes maneres. Algú que es recupera d'una soca lleu de la grip atribuiria aquesta suavitat a l'eficàcia del preparat homeopàtic i no al fet de ser una soca lleu, i recomanaria el producte a altres persones, estenent-ne la popularitat. A més, l'explicació més probable per a la seva eficàcia amb símptomes de la grip és que els pacients fan un mal diagnòstic dels símptomes de diverses malalties per rinovirus o d'al·lèrgies a diversos centenars de substàncies, i els atribueixen a una infecció de grip que en realitat no tenen.
Un estudi de revisió de 2002 diu que les proves sobre l'eficàcia de l'Oscillococcinum conclou que cap preparat homeopàtic no és diferent del placebo o superior a altres tractaments. Una revisió de 2003 dels National Institutes of Health dels Estats Units va trobar que, en general, les revisions sistemàtiques de preparats homeopàtics no havien trobat que l'homeopatia fos un tractament definitivament demostrat per a ser utilitzat en cap condició mèdica. Una revisió de 2005 dels tractaments contra la grip (vacuna, medicina, homeopatia) ha arribat a la conclusió que la popularitat de l'Oscillococcinum a França no quedava recolzada per les proves actuals pel que fa a seva eficàcia. En una revisió de 2007, l'eficàcia dels recursos no convencionals contra la grip estacional no es va poder establir més enllà de tot dubte raonable, i les proves que se'n troben són escasses i limitades per "mides petites de mostra, de baixa qualitat metodològica, o efectes clínicament irrellevants", i conclou que els resultats reforcen l'ús dels tractaments convencionals contra la grip.
Una revisió Cochrane publicada el desembre de 2012 va trobar que no hi havia proves suficients per establir una conclusió sòlida sobre si l'Oscillococcinum és eficaç per a la prevenció o el tractament de la grip.

## Crítiques a la comercialització i demandes judicials
Les organitzacions educatives sense ànim de lucre Center for Inquiry (CFI) i l'associat Committee for Skeptical Inquiry (CSI) han presentat una demanda a l'Administració d'Aliments i Fàrmacs (anglès: Food and Drug Administration o FDA) dels Estats Units, criticant Boiron per enganyar en l'etiquetatge i la publicitat de l'Oscillococcinum. "Una de les peticions es queixa que els envasos de Boiron de l'Oscillococcinum llista el presumpte ingredient actiu —fetge i cor d'ànec— només en llatí. Una altra petició es queixa que l'anunci de la web de Boiron d'aquest producte implica que el producte ha rebut l'aprovació de la FDA". Ronald Lindsay, president i conseller delegat de CFI i CSI i conseller delegat, ha declarat: "Si Boiron vol vendre oli de serp, el mínim que pot fer és utilitzar l'anglès en les seves etiquetes".
El 2011 es va presentar a Califòrnia una demanda col·lectiva contra Boiron en nom de "tots els residents de Califòrnia que han comprat Oscillo en qualsevol moment dels últims quatre anys". La demanda al·lega que Boiron "anuncia falsament que Oscillo té la capacitat de curar la grip, ja que conté un ingredient actiu que diu estar provat per desfer-se dels símptomes de la grip en 48 hores". La demanda també afirma que la substància activa esmentada en l'Oscillococcinum (o Oscillo) "és en realitat de fetge i cor d'ànec mut (...) i no té cap qualitat medicinal coneguda". L'agost de 2012 es va arribar a un acord, en el qual Boiron negava les acusacions. Com a part de l'acord, Boiron es va comprometre a fer canvis específics a la comercialització de l'oscillococcinum. Aquests canvis inclouen afegir als envasos alguns avisos com ara "Aquests 'usos' no han estat avaluats per l'Administració d'Aliments i Fàrmacs" o "C, K, CK, i X són dilucions homeopàtiques".
Tanmateix, des de setembre de 2013 aquest acord ha estat impugnat davant del Tribunal d'Apel·lacions dels Estats Units pel Novè Circuit (anglès: United States Court of Appeals for the Ninth Circuit) per membres del col·lectiu demandant que es van oposar a l'acord.
A Xile també hi ha hagut una demanda judicial. Per a la campanya de vendes de l'Oscillococcinum de 2013 feta pel Laboratori Recalcine, van sorgir crítiques des de l'Associació Escèptica de Xile sobre l'efectivitat del producte i el tipus de publicitat que rebia.. El cas va arribar al Tribunal d'Ètica Publicitària CONAR, que després d'un llarg procés d'apel·lació del laboratori va sentenciar que el laboratori havia de "retirar la publicitat desplegada i no difondre-la novament".